# 麻拉特粉蝨
麻拉特粉蝨（学名：Aleurolobus marlatti）为粉蝨科穴粉蝨屬下的一个种。